# Часовня (городской округ Люберцы)
Часо́вня — деревня в Московской области России. Входит в городской округ Люберцы. Население — 197 чел. (2010).

## География
Деревня Часовня расположена в центральной части городского округа Люберцы, примерно в 1,5 км к югу от города Люберцы. Высота над уровнем моря 130 м. В 1,5 км к востоку от деревни протекает река Пехорка. К деревне приписано ГСК-25 и территория ГСПК Вымпел. Ближайший населённый пункт — посёлок Егорово.

## Название
В письменных источниках упоминается как Лукьянова (1784 год), Часовня (Лукьянова) (1862 год). В 1939 году согласно указу Президиума ВС РСФСР переименована в деревню Парижская Коммуна, но позже в употребление снова вошло наименование Часовня.
Название Лукьянова связано с личным именем Лукьян, а Часовня происходит от термина часовня — «небольшое культовое сооружение».

## История
В 1926 году деревня являлась центром Часовенского сельсовета Ухтомской волости Московского уезда Московской губернии, в деревне имелась школа 1-й ступени.
С 1929 года населённый пункт — в составе Ухтомского района Московского округа Московской области.
С 2006 до 2016 гг. деревня входила в городское поселение Томилино Люберецкого муниципального района. С 2017 года входит в городской округ Люберцы.

## Население
В 1926 году в деревне проживало 423 человека (195 мужчин, 228 женщин), насчитывалось 90 хозяйств, из которых 69 было крестьянских. По переписи 2002 года — 243 человека (124 мужчины, 119 женщин).
| 1926 | 2002 | 2006 | 2010 |
| ---- | ---- | ---- | ---- |
| 423  | ↘243 | ↗247 | ↘197 |